# Sankt Lars sjukhus
Sankt Lars sjukhus, före 1931 Lunds hospital, var ett mentalsjukhus i Lund. Området kring parken kallas idag Sankt Lars-området.

## Historik
Sankt Lars sjukhus invigdes som Lunds hospital 1879, och på 1890-talet byggdes Lunds asyl, det som sedan hette Västra Sjukhuset då det låg väster om Höje å. Fram till 1910 fanns beteckningen Lunds asyl för de patienter som ansågs obotliga. Lunds Hospital bytte namn till Sankt Lars sjukhus 1931. År 1967 överfördes sjukhuset från staten till Malmöhus läns landsting. På 1960-talet moderniserades sjukhuset med nya vårdpaviljonger (byggnaderna 81–86) med bland annat vårdavdelningar särskilt byggda för tuberkulossjuka patienter. För den så kallade forskningskliniken uppfördes 1969 ett centralblock (det så kallade MC-huset, medicinskt centrum, byggnad 90). Ungdomsklinikens, UK, byggnader för vård av barn och ungdomar tillkom också i slutet av 1960-talet. De revs något år före 2010. Överföringen av den psykiatriska vården till landstingen medförde att patienter från Blekinge och Kristianstad överfördes till sina hemlandsting. Patientantalet på Sankt Lars minskade och satsningen på öppenvård minskade behovet av slutenvård. Malmöhus läns landsting beslöt 1998 att sälja Sankt Lars-området till privata fastighetsbolag. Det köptes 2014 av Hemsö fastighetsbolag. Utvecklingen medförde att skolor och daghem flyttade in i de gamla sjukhuslokalerna. År 2011 revs byggnad 83 och byggnad 84 för att ge plats för byggande av bostadshus. En statlig rättspsykiatrisk klinik fanns 1971–1991. I rättspsyk är nu LVM-hemmet Lunden inrymt. Under sin blomstringsperiod utgjorde S:t Lars ett helt samhälle för sig i Lund. Många kulturpersonligheter har suttit här i perioder, till exempel specialisten på persisk poesi Eric Hermelin och konstnären Carl Fredrik Hill. I takt med att den psykiatriska vården decentraliserades, avskaffades de stora mentalsjukhusen, som bland annat ansågs befrämja hospitalisering. På S:t Lars upphörde den psykiatriska vården i september 2013, då alla vårdavdelningar samt akutmottagningen flyttade till det ombyggda gamla landstingshuset på Baravägen, nära Norra Kyrkogården.
Idag finns endast två sjukvårdsinrättningar, vårdcentral och hospice på Sankt Lars. Apoteket stängdes i december 2013 efter att de sista psykiatriavdelningarna flyttat i september 2013. Då stängdes också psykiatrisk akutmottagning. Kvar finns även ett LVM-boende, men många av det tidigare mentalsjukhusets byggnader fyller idag andra funktioner, de flesta skolor eller förskolor. 

## Gravplatsen[1]

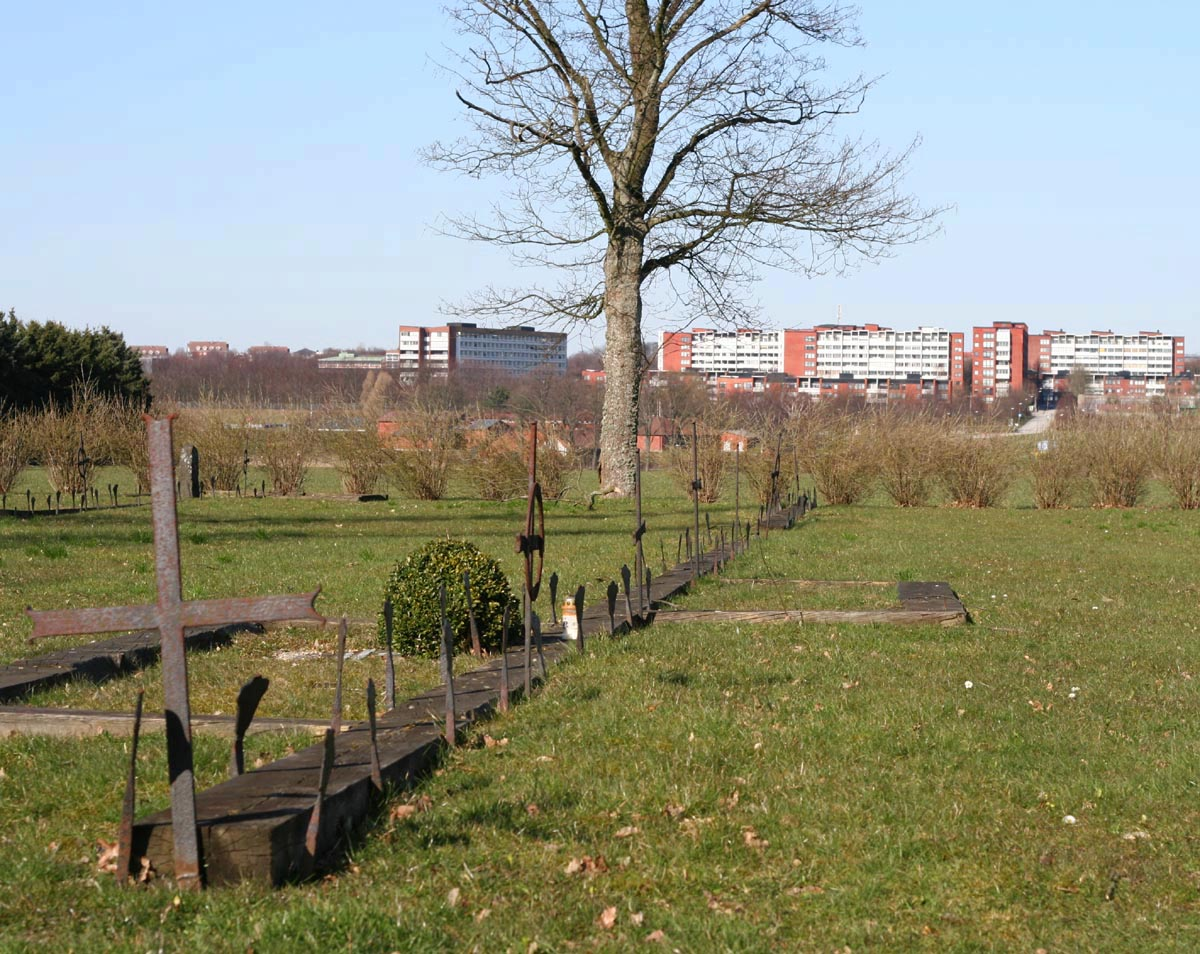
Sankt Lars gravplats, med Klostergården i bakgrunden

Utanför området, men på Hunnerups mark, alltså inom Lunds kommun, strax intill Flackarps mölla, finns den gravplats där hospitalets patienter begravdes. Från början begravdes mentalsjukhusets patienter på en kyrkogård inne i Lund, men då Lundaborna inte ville ha mentalpatienter på sin kyrkogård invigdes sjukhusets egen gravplats 1895.  På gravplatsen begravdes cirka 2000 patienter under de  56 år gravplatsen användes, det vill säga cirka 40 patienter årligen.

### Hög mortalitet
I Lunds kulturportal skriver man " Den höga mortaliteten – fler än 2000 avlidna på 56 år – var inte en effekt av vanvård utan av att farsoter som Spanska sjukan (en influensa under Första världskriget) och lungtuberkulosen härjade bland de intagna. Sjukhuset var förstås mycket stort med sina uppemot 1200 vårdplatser".  Förklaringen är inte tillräcklig. Endast under några år var patientantalet över 1200 och det uppgick nog inte i medeltal till mer än max 1000. Det ger 4% mortalitet det vill säga en fyrdubbling mot normalbefolkningens. Tuberkulosdödligheten förklaras av de stora gemensamma salarna som var smittomiljöer, men det var en underlåtenhet av sjukhusledningen att inte inrätta tuberkulosavdelningar förrän på 1960-talet. Eftersom många intagna på sjukhuset var äldre dementa så förklarar det en del av överdödligheten. Det går inte att uttala sig om överdödligheten med säkerhet då inga vetenskapliga studier av denna har gjorts.

### Gravplatsen efter gravläggningarnas upphörande
Gravplatsens minnesmärken består idag av runt 200 anonyma, numrerade järntenar formade som tulpaner, och enbart ett fåtal gravstenar med namn. Den sista patienten begravdes här 1951. Därefter har begravningsplatsen i perioder varit inte skött alls eller dåligt skött, och många av gravpinnarna har försvunnit. Förre mentalskötaren på Sankt Lars Gustaf Arfwidsson berättar i sina minnen " Jag följde med dem i deras buss, När vi steg ur bussen vid begravningsplatsens grind får vi se att gräset var meterhögt och i detta höga gräs såg vi djupa spår av ett traktorredskap som kört tvärs över alla gravarna! Vi blev chockade! Vi var helt klara på att detta måste anmälas till myndigheterna." Så illa sköttes gravplatsen länge och det är därför de flesta gravmarkeringarna har försvunnit. I oktober 2018 publicerade Sydsvenskan "S:t Lars kyrkogård en av de sämst skötta" där man intervjuade Lars H Gustafsson om skrivit en rapport om kyrkogården: "Sankt Lars kyrkogård -Helig plats i behov av omsorg." Gravplatsen har fortsatt att tilldra sig uppmärksamhet. Den 2 november 2018 publicerade SDS "De bortglömda döda på Sankt Lars ges en egen utställning". Här berättar man om Hannah Sandström, en konstnär som i flera år forskat om vilka som begravdes anonymt på kyrkogården i olika arkiv - främst landsarkivet i Lund där S:t Lars arkiv förvaras, Projektet kallar hon för "The tulip project", tulpanprojektet. Namnet fick det av att gravpinnarna var utformade som tulpaner. Hon tror att hon fått fram de flesta namnen av de 2000 som begravdes på platsen. I en förbönsgudstjänst den 11 november 2018 lästes alla patienternas förnamn upp i Helgeandskyrkan, som veckan före visade en utställning till minnet av de bortglömda döda.